# Congregazione dell'Annunziata
La Congregazione dell'Annunziata (in latino Congregatio ab Annuntiatione B.M.V.) è una delle congregazioni monastiche di diritto pontificio che compongono la confederazione benedettina.

## Origini

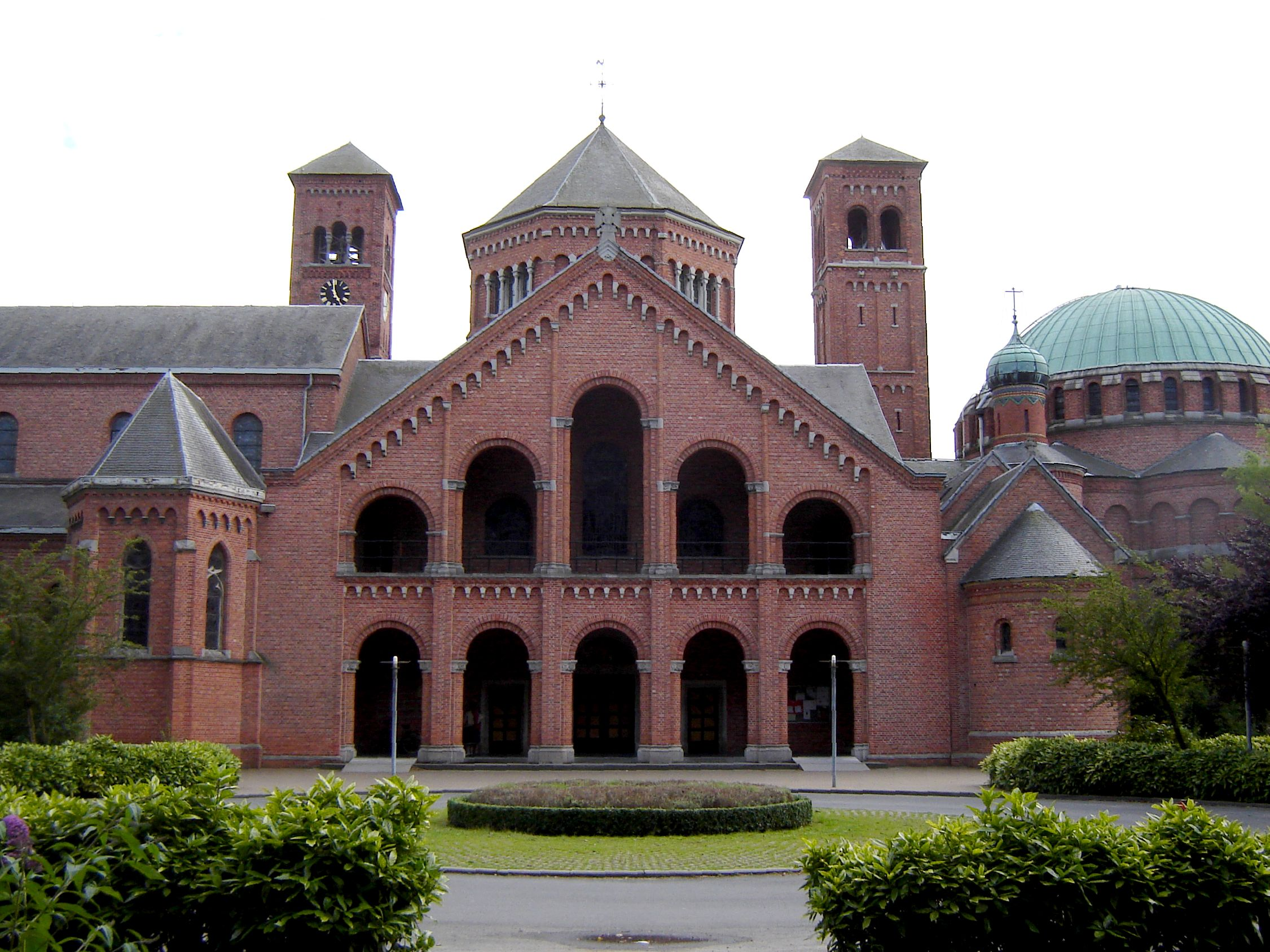
L'abbazia di Saint-André, una delle tre che diedero inizio alla congregazione

La congregazione fu eretta da papa Benedetto XV con breve Ordo a Divo Benedicto del 20 febbraio 1920 per riunire le abbazie francofone del Belgio (originalmente, infatti, era detta Congregazione Belga).
I primi tre monasteri a federarsi furono le due abbazie beuronensi di Maredsous (fondata dai monaci di Beuron nel 1872) e Mont-César di Lovanio (fondata nel 1899 da Maredsous) e l'abbazia di Saint-André a Bruges, appartenente alla congregazione del Brasile, fondata da Gerardo van Caloen.
La congregazione assunse presto un carattere internazionale: nel 1927 si unì alla congregazione il monastero di Trinidad, sorto nel 1915, e fu fondato un monastero a Glenstal, in Irlanda, elevato ad abbazia nel 1957; nel 1931 si unirono i monasteri portoghesi di Cucujães (soppresso pochi anni dopo) e Singeverga (elevato ad abbazia nel 1938); alcuni giovani polacchi iniziati alla vita religiosa a Saint-André nel 1939 restaurarono il monastero di Tyniec, presso Cracovia, elevata ad abbazia nel 1969.

## Missioni
La congregazione curò anche la diffusione del monachesimo benedettino nei paesi di missione e l'evangelizzazione delle popolazioni locali: dal 1910 i benedettini di Saint-André lavorarono in Katanga, dove nel 1947 fu fondato il monastero di Notre-Dame des Sources per gli indigeni; nel 1933 si aprirono missioni in Angola e nel 1958, a opera dei monaci di Maredsous, in Ruanda.
Nel 1929 i benedettini di Saint-André raggiunsero la Cina e, dopo l'espulsione dal paese, si dedicarono all'apostolato presso i cinesi negli Stati Uniti d'America e fondarono un monastero a Valyermo, in California; altre missioni vennero fondate in India (1952) e Perù (1968).
Per diffondere la conoscenza dell'attività missionaria della congregazione è stata creata la rivista Bulletin des missions, che nel 1953 è stata rinominata Rythmes du monde.

## Opere intellettuali
A numerosi monasteri della congregazione sono annessi collegi per la formazione dei ragazzi.
I benedettini della congregazione ebbero una grande importanza per la nascita del movimento liturgico in Belgio: Gaspar Lefebvre, priore di Saint-André, preparò e propagò traduzioni del messale romano a uso dei fedeli.
Notevole è anche il lavoro di ricerca scientifica in campo storico e letterario. I monaci della congregazione pubblicano numerose riviste come il Bulletin d'ancienne littérature chrétienne latine, il Bulletin d'histoire bénédictine e Recherches de théologie ancienne et médiévale.
Il più illustre esponente della spiritualità della congregazione fu il monaco irlandese Columba Marmion, terzo abate di Maredsous, beatificato nel 2000.

## Diffusione
I benedettini della congregazione dell'Annunziata sono presenti in Europa (Belgio, Francia, Germania, Irlanda, Polonia, Portogallo), in Africa (Angola, Congo, Nigeria, Ruanda), nelle Americhe (Guyana, Perù, Stati Uniti d'America, Trinidad e Tobago) e in India.
Alla fine del 2008 alla congregazione appartenevano 25 tra abbazie e priorati, con 536 tra monaci e novizi, 297 dei quali sacerdoti.